# Conjecture de Scheinerman
En mathématiques, et notamment en théorie des graphes, la conjecture de Scheinerman, qui, maintenant qu'elle est démontrée, est un théorème, affirme que tout graphe planaire est le graphe d'intersection d'un ensemble de segments de droite dans le plan. Cette conjecture a été formulée par Edward R. Scheinerman dans sa thèse de doctorat, de 1984, à la suite de résultats antérieurs selon lesquels chaque graphe planaire pouvait être représenté comme le graphe d'intersection d'un ensemble de courbes simples dans le plan de Ehrlich, Even et Tarjan. La conjecture a été démontrée par Jérémie Chalopin et Daniel Gonçalves en 2009.

## Un exemple
Le graphe G affiché ci-dessous à gauche peut être représenté comme le graphe d'intersection de l'ensemble des segments donnés ci-dessous à droite. Ici, les sommets de G sont représentés par des segments de droite et les arêtes de G sont représentées par les points d'intersection.

## Autres conjectures et résultats
Scheinerman a également conjecturé que des segments en seulement trois directions seraient suffisants pour représenter des graphes tricolores, et West a conjecturé que, de manière analogue, tout graphe planaire pouvait être représenté en utilisant quatre directions. Si un graphe est représenté par des segments en k directions et que deux segments ne sont pas sur une même droite, alors le graphe peut être coloré en utilisant k couleurs, une couleur pour chaque direction. Par conséquent, si chaque graphe planaire peut être représenté de cette manière avec seulement quatre directions, cela fournit une démonstration du théorème des quatre couleurs.
Hartman, Newman et Ziv et de Fraysseix, Ossona de Mendez et Pach (1991) ont montré en 1991 que tout graphe biparti planaire peut être représenté comme un graphe d'intersection de segments de droites horizontales et verticales, résultat repris par see also Czyzowicz, Kranakis et Urrutia. De Castro et al. (2002) ont prouvé que tout graphe sans triangle planaire peut être représenté comme le graphe d'intersection de segments de droites ayant seulement trois directions ; ce résultat implique le théorème de Grötzschqui dit qu'un graphe sans triangle peut être coloré en trois couleurs. de Fraysseix et Ossona de Mendez ont prouvé que si un graphe G peut être coloré en 4 couleurs de sorte qu'il n'y a pas de cycle séparateur qui utilise les quatre couleurs, alors  G admet une représentation comme graphe d'intersection de segments.
Chalopin, Gonçalves et Ochem ont prouvé que les graphes planaires sont dans la classe « 1-STRING », qui est la classe des graphes d'intersection de courbes simples dans le plan qui ont au plus un point d'intersection deux-à-deux. Cette classe est intermédiaire entre la classe des graphes d'intersection de  segments de la conjecture de  Scheinerman et les  graphes d'intersection de courbes simples de Ehrlich et al.. Il peut également être vu comme une généralisation du théorème d'empilement de cercles qui montre le même résultat lorsque les courbes peuvent se couper en une tangente. La preuve de la conjecture par Chalopin et Gonçalves était basée sur une amélioration de ce résultat.